# ヴィクトリア・シャルロッテ・フォン・アンハルト＝ベルンブルク＝シャウムブルク＝ホイム
ヴィクトリア・シャルロッテ・フォン・アンハルト＝ベルンブルク＝シャウムブルク＝ホイム（Viktoria Charlotte von Anhalt-Bernburg-Schaumburg-Hoym, 1715年9月25日 - 1792年2月4日）は、ドイツ諸侯アンハルト＝ベルンブルク家の分流アンハルト＝ベルンブルク＝シャウムブルク＝ホイム家の侯女。ブランデンブルク＝バイロイト辺境伯フリードリヒ・クリスティアンの妻。

## 生涯
アンハルト＝ベルンブルク＝シャウムブルク＝ホイム侯ヴィクトル1世とその最初の妻でイーゼンブルク＝ビューディンゲン＝ビルシュタイン伯ヴィルヘルム・モーリッツの娘であるシャルロッテ・ルイーゼ（1680年 - 1739年）の間の第1子、長女。1732年4月26日にシャウムブルク城にて、ブランデンブルク＝バイロイト侯子フリードリヒ・クリスティアンと結婚。彼の兄のバイロイト辺境伯ゲオルク・フリードリヒ・カールは、夫婦にノイシュタット・アン・デア・アイシュの新城館（Neue Schloss）に住み、同地の家領を治めるよう命じた 。2人は1764年に離婚した。フリードリヒ・クリスティアンがバイロイト辺境伯家の家督を継いだ翌年のことだった。もっとも、夫婦はすでに1739年以来、夫の嫉妬心が原因で別居生活を続けていた。離婚後、ヴィクトリアはハレで貧しい境遇で暮らした。死後、実家のあるホルツァッペルの「メランダー霊廟（„Melander Gruft“）」に葬られた。

## 子女
夫との間に2人の娘をもうけた。
- クリスティアーネ・ゾフィー・シャルロッテ（1733年 - 1757年） - 1757年ザクセン＝ヒルトブルクハウゼン公エルンスト・フリードリヒ3世と結婚
- ゾフィー・マグダレーネ（1737年）

## 引用
1. 1 2  Fortgesetzte neue genealogisch-historische nachrichten, [1762-1776.] 168 theile (in 14 vol.), Teil 97, Leipzig, 1769, S. 273 (Digitalisat)